# Ferrovia Ponte nelle Alpi-Conegliano
La ferrovia Ponte nelle Alpi–Conegliano è una strada ferrata secondaria del Veneto, che unisce la pedemontana trevigiana alla val Belluna attraverso lo storico percorso della Sella di Fadalto.
La linea ferroviaria si presenta a binario singolo elettrificato. È gestita da Rete Ferroviaria Italiana che la qualifica come linea complementare. La linea è controllata in telecomando dal DCO Cadore a Mestre.
Nell'orario ufficiale Trenitalia è indicata come collegamento tra Conegliano, sulla linea Mestre-Udine, e Calalzo, sulla ferrovia Belluno-Calalzo, pur trattandosi di due linee storicamente e ferroviariamente ben distinte e nonostante sia necessario effettuare un regresso nella stazione di Ponte nelle Alpi-Polpet per percorrere l'itinerario tra le due località.
Lungo la ferrovia, il centro più conosciuto è Vittorio Veneto, mentre i nodi di interscambio sono situati presso le stazioni di Ponte nelle Alpi-Polpet e di Conegliano.

## Storia
| Tratta                           | Inaugurazione     |
| -------------------------------- | ----------------- |
| Conegliano–Vittorio Veneto       | 16 aprile 1879    |
| Vittorio Veneto–Ponte nelle Alpi | 24 settembre 1938 |

Fu la legge 29 giugno 1873, n. 1473, che accordava all'industria privata o agli enti locali, quali province e comuni riuniti in Consorzio la possibilità di ottenere la concessione per la costruzione e l'esercizio di linee ferroviarie e tranviarie, a dare il via ai progetti già da tempo elaborati.
La prima tratta ad essere attivata fu quella tra Conegliano e Vittorio Veneto il 16 aprile 1879. La linea lunga 13,401 chilometri era stata concessa in costruzione alla Società Veneta con Regio Decreto del 9 dicembre 1877 e comprendeva il difficile tratto di penetrazione verso il nuovo centro di Vittorio Veneto con le sue gallerie.
Il progetto della Vittorio Veneto–Ponte nelle Alpi venne ripreso nel 1907-1908 sulla base di uno studio del 1865, ma una sequenza di circostanze sfavorevoli e la prima guerra mondiale bloccarono ogni cosa. La linea venne appaltata nel 1922, ma l'anno successivo una serie di violazioni da parte delle imprese appaltatrici provocò il blocco dei lavori fino al 1927. L'inaugurazione avvenne infine nel 1938 alla presenza di Mussolini. Questa seconda sezione, nata come evoluzione di un vecchio progetto del 1865 di collegamento tra Venezia e l'area austro-tedesca, fu costruita con le caratteristiche di una linea di grande comunicazione quale si riteneva sarebbe dovuta diventare. La maggior parte del percorso fu infatti predisposta per il doppio binario e con questa caratteristica furono costruite le gallerie che valicano il Fadalto. La parte della linea già in servizio, la Vittorio Veneto–Conegliano, fu conseguentemente riscattata dallo Stato che trasferì l'esercizio dalla Società Veneta alle Ferrovie dello Stato.
La nuova tratta entrò in servizio il 24 settembre 1938, e comprendeva le stazioni intermedie di Nove, Santa Croce del Lago, Stazione per l'Alpago e Cadola-Soccher. L'esercizio della tratta preesistente (Conegliano-Vittorio Veneto) era passato dalla Società Veneta alle Ferrovie dello Stato il 9 dicembre dell'anno precedente.
L'innesto verso la Val Belluna sulla ferrovia Belluno-Calalzo fu previsto sia in direzione di Belluno (Ponte Nelle Alpi), sia in direzione del Cadore (Faè-Fortogna). Il collegamento diretto tra Faè-Fortogna e Cadola-Soccher rimase però incompiuto e il ponte ferroviario sulla strada statale di Alemagna, che faceva parte della bretella, fu demolito verso la metà degli anni 1980. Al 2009, questo itinerario non è più ripristinabile per le costruzioni edificate lungo il percorso.
Secondo un'altra fonte, la bretella di 1,2 km tra Faè-Fortogna e Cadola-Soccher verso la linea Belluno-Calalzo fu iniziata nel 1940, per ragioni militari, durante la seconda guerra mondiale. Nel settembre 1943, al momento della sospensione definitiva dei lavori, era già stato realizzato in parte il corpo stradale, ma il binario non era ancora stato posato anche se nell'ottobre 2019 è stato annunciato dalla Regione Veneto il progetto di RFI di costruire una bretella ferroviaria per evitare l'attuale regresso nella stazione di Ponte nelle Alpi così da permettere un collegamento diretto da Milano e Venezia senza cambiare treno.

### L'elettrificazione
I lavori di elettrificazione dell'intera linea sono iniziati a giugno 2018 e sono stati completati a febbraio 2021. Per permettere tali lavori la linea è stata dapprima interrotta nell'estate 2018 e successivamente dall'8 settembre 2019 al 13 settembre 2020 e il servizio effettuato con autobus sostitutivi. La linea elettrificata è stata inaugurata l'11 giugno 2021 alla presenza del presidente della Regione Veneto Luca Zaia, e il 13 giugno è stato avviato il servizio con convogli elettrici.
Per l’elettrificazione è stato demolito e ricostruito il cavalca-ferrovia di Vittorio Veneto, e alcune delle gallerie sul tragitto sono state modificate. Presso la stazione di Ponte nelle Alpi, è stato demolito il vecchio magazzino merci per la realizzazione della sottostazione elettrica e riqualificato lo scalo merci, trasformandolo in un parcheggio scambiatore intermodale.

## Caratteristiche

### Percorso
|  |  | Continuation backward |

| Unknown route-map component "CONTgq" | Unknown route-map component "STR+r" | Straight track |

|  | Station on track | Straight track |

|  | Unknown route-map component "ABZgl" | Unknown route-map component "xABZgr" |

|  | Unknown route-map component "eKRWg+l" | Unknown route-map component "exKRWr" |

| Unknown route-map component "GIPl" |

| Unknown route-map component "hKRZWae" |

| Unknown route-map component "SKRZ-Au" |

| Unknown route-map component "hKRZWae" |

| Unknown route-map component "eHST" |

| Unknown route-map component "hKRZWae" |

| Stop on track |

| Unknown route-map component "GIPl" |

| Enter and exit tunnel |

| Station on track |

| Enter and exit tunnel |

| Unknown route-map component "eHST" |

| Unknown route-map component "SKRZ-Au" |

| Unknown route-map component "hKRZWae" |

| Small bridge over water |

| Station on track |

| Stop on track |

|  | Unknown route-map component "eABZg+l" | Unknown route-map component "exCONTfq" |

| Unknown route-map component "eBHF" |

| Unknown route-map component "eHST" |

| Unknown route-map component "SKRZ-Au" |

| Unknown route-map component "eHST" |

| Small bridge over water |

|  | Unknown route-map component "ABZg+l" | Unknown route-map component "CONTfq" |

| Unknown route-map component "hKRZWae" |

| Station on track |

| Continuation forward |

La linea si dirama dalla stazione di Ponte nelle Alpi-Polpet passando per Vittorio Veneto e giungendo a Conegliano sulla Venezia-Udine.
La bretella Cadola-Faè, non completata, avrebbe evitato il regresso dei convogli presso la stazione di Ponte nelle Alpi, consentendo collegamenti diretti tra la stazione di Calalzo e Conegliano.
Da Ponte nelle Alpi-Polpet la linea sale al punto culminante, ad un'altitudine di 401 m slm, sulla sede a semplice binario. Piega quindi verso sud, scendendo lungo un tracciato avente pendenza del 14‰ che percorre la sede prevista originariamente per il doppio binario, mai realizzato. La linea valica il Piave sopra un viadotto a nove archi, ciascuno lungo 24 m, arrivando alla stazione, oggi soppressa, di Cadola-Soccher.
Da quest'impianto il tracciato è di nuovo su una sede a semplice binario e la linea sale lievemente passando la galleria "Burigo", lunga 314 m, per giungere alla fermata impresenziata di stazione per l'Alpago. Dopo un breve tratto con sede prevista per il doppio binario, si costeggia il lago di Santa Croce, salendo ad un secondo punto di culmine, posto ad un'altitudine di 404 m s.l.m. Dopo la galleria "Pierina", lunga 215 m, la lieve discesa riprende la sede a doppio binario ed attraversa un rilievo tramite la galleria "Santa Croce" (1486 m), giungendo alla stazione di Santa Croce del Lago.
La Sella di Fadalto viene attraversata con la galleria di "Fadalto", lunga 2153 m, con un percorso in discesa del 18‰. Entrambi gli ingressi di questa galleria sono in curva, conferendo alla stessa una forma di "S" allungata. L'ingresso nord, in passato, possedeva una porta scorrevole allo scopo di ridurre le formazioni di ghiaccio durante la stagione invernale; la porta era manovrata dalla vicina stazione di Santa Croce del Lago e fu soppressa con il declassamento di questa. Allo sbocco sud, la pendenza aumenta al 23‰, mentre la linea costeggia il Lago Morto. In successione si superano sette gallerie: "Carbonate" (181 m), "Artificiale Nogher" (120 m), "Artificiale di congiunzione" (82 m), "Artificiale Geronet-Saltarelli" (187 m), "Artificiale Geron" (59 m) e "Lago Morto" (317 m). Si arriva quindi alla stazione di Nove, soppressa nel 2011.
Dopo quest'impianto, la pendenza aumenta al 24‰. La ferrovia costeggia il Meschio, ad una quota più elevata rispetto al fiume. Dopo la galleria "Nove", lunga 463 m, segue quella di "Collisei", di 196 m, originariamente prevista a doppia canna, delle quali però quella lato monte non è stata completata. Mentre sul fondo valle si vede il Lago di Negrisola, la ferrovia percorre in successione la galleria artificiale "Lastra" (93 m), il viadotto della Lastra (a tre luci di 12 m), le gallerie artificiali "Barbagiovanni" (94 m) e Piaia (165 m), la galleria "San Floriano" (176 m), la galleria artificiale "Maren" (82 m), il viadotto a quattro luci di 12 m sulla "Busa dei cani" e la galleria artificiale "Savazza" (109 m), il cui nome è una errata versione del toponimo "Savassa".
Passato il Meschio con un viadotto a dodici luci, di cui nove lunghe 20 metri e tre da dodici metri, si entra nella galleria "Col Bastianon". Quest'opera d'arte è lunga 174 m ed in origine fu prevista a doppia canna: solo la canna lato fiume è attiva, mentre dell'altra fu costruito solo il portale nord. Dopo la "Col Bastianon", la sede della ferrovia ritorna a semplice binario, la pendenza scende al 15‰ e la linea costeggia Vittorio Veneto. Dopo le gallerie "Porta di Serravalle", lunga 118 m, e "Sant'Antonio", di 381 m, la ferrovia giunge presso la stazione di Vittorio Veneto, innestandosi alla linea originariamente costruita dalla Società Veneta.
Dopo Vittorio Veneto, la linea attraversa, con una pendenza del 12‰, il borgo di Ceneda con due brevi gallerie, "Salza II" (46 m) e "Salza I" (53 m), arrivando alla fermata di Soffratta. Da qui in poi, il percorso è in pianura, per cui le pendenza oscillano fra il 5‰ e il 9‰, mentre il tracciato è costituito da tre rettilinei collegati tra loro da una debole forma di "S". Alla progressiva chilometrica 6+705 si trovava la stazione di Colle Umberto, mentre alla 3+331 era posta la fermata di San Vendemiano-Gai. Dopo una curva verso ovest, la linea si innesta sulla Udine–Venezia al km 1+881. Fino al 1963 questo innesto, di linea a semplice binario su linea a doppio binario, era indicato come "Bivio Cervada": un posto di blocco autonomo che, in seguito all'ampliamento della stazione di Conegliano e la realizzazione dell'ampio scalo merci, è stato inglobato nell'ambito di questa stazione e denominato "deviatoi estremi di Conegliano".
Il chilometro 0+000 della linea si trova all'asse del fabbricato viaggiatori di Conegliano, corrispondente alla progressiva 47+861 dalla stazione di Venezia Mestre.

### I fabbricati viaggiatori delle stazioni: generalità
Ad eccezione di Santa Croce del Lago, i fabbricati viaggiatori delle stazioni del tronco Ponte nelle Alpi-Vittorio Veneto si presentano nello stesso stile e forma.
Sono edifici a pianta rettangolare, a due piani fuori terra e con tetto a quattro spioventi. Il piano terra del lato ferrovia è dotato di quattro porte, per l'accesso al deposito bagagli, alla sala d'attesa e all'ufficio movimento; le altre aperture di entrambi i fronti del lato maggiore sono simmetriche a queste porte. Il lato minore è dotato di tre aperture, simmetriche tra loro per entrambi i fronti e i piani, di cui alcune cieche che si alternano a quelle funzionali.

### Stazione di Cadola-Soccher
Era una stazione ferroviaria nata per servire Cadola, sede municipale del comune di Ponte nelle Alpi, e la storica frazione di Soccher; inoltre era stata designata come sede di incrocio per quei convogli che, utilizzando la bretella per Cadola-Faè (incompiuta), avrebbero potuto evitare il regresso presso lo scalo di Ponte nelle Alpi-Polpet.
Il piazzale era composto da tre binari, oltre ad alcuni tronchi a servizio dello scalo merci. Quest'ultimo era dotato di magazzino, piano caricatore e bilancia a ponte.
La stazione è stata soppressa nel 2002.
Al 2008, il fabbricato viaggiatori è utilizzato come abitazione, mentre il piazzale è formato dal solo binario di corsa.

### Stazione di Colle Umberto-Scomigo
Nota anche come Casello Cinque (presso Menarè), era una fermata ferroviaria posizionata a sud del passaggio a livello del chilometro 6+852. Fu istituita il 5 ottobre 1891 e fu soppressa negli anni cinquanta del XX secolo. Negli anni trenta fu dotata di un binario di raddoppio, ora scomparso, e di un fabbricato viaggiatori, demolito tra il 2007 e il 2008.

### Stazione di San Vendemiano-Gai
Era una fermata ferroviaria che serviva la località Ai Gai di San Vendemiano. Si trovava nei pressi del passaggio a livello della strada statale 13 Pontebbana.

## Traffico
I treni che percorrono la linea svolgono servizio tra Conegliano e Belluno, Venezia e Calalzo di Cadore, Venezia e Belluno e Belluno e Treviso. Fino al 2013 alcuni convogli effettuavano un servizio a spola tra Conegliano e Vittorio Veneto.
Da settembre 2018 a giugno 2019 la ferrovia Belluno-Calalzo è stata interrotta, di conseguenza i treni, durante questo periodo, sono stati limitati a Ponte nelle Alpi.